# 西澤泰彦
西澤 泰彦（にしざわ やすひこ、1960年 - ）は、日本の建築史家。専門は、建築史、技術史、土木史。名古屋大学大学院環境学研究科教授。博士（工学）。主に日本の近代建築、特にモダニズム建築、地方都市に建てられた近代建築、地方都市で活動した建築家の活動、さらに、東アジア各地（中国、韓国、台湾）に残る日本の植民地建築を研究している。また、建築史研究の成果を活かして、歴史的建造物の文化財指定、文化財登録、さらに、名古屋市などにて歴史的建造物を活かした歴史まちづくりに関する活動に関わっている。愛知県出身。

## 略歴
- 1983年 - 名古屋大学工学部建築学科卒業。
- 1985年 - 東京大学大学院工学系研究科修士課程修了。
- 1988年 - 中国・清華大学建築学院に留学（〜91年）。
- 1992年 - 豊橋技術科学大学建設工学系助手。
- 1997年 - 名古屋大学大学院工学研究科助教授。
- 2007年‐名古屋大学大学院環境学研究科准教授。
- 2014年‐名古屋大学大学院環境学研究科教授（現職）。
- この間、博物館明治村建築委員、愛知県文化財保護審議会委員などを務める傍ら、2003年からは名古屋市瑞穂区にて設立された市民団体「瑞穂うるおいまちづくり会」の活動に参加している。

## 著書

### 単著
- 『図説「満洲」都市物語ー　ハルビン・大連・瀋陽・長春』河出書房新社、1996年。ISBN 4309725589。
- 『図説「満洲」都市物語ー　ハルビン・大連・瀋陽・長春』（増補改訂版）河出書房新社、2006年。ISBN 4309760805。
- 『海を渡った日本人建築家　20世紀前半の中国東北地方における建築活動』彰国社、1996年。ISBN 439500444X。
- 『図説大連都市物語』河出書房新社、1999年。ISBN 430972616X。
- 『図説満鉄ー「満洲」の巨人』河出書房新社、2000年。ISBN 4309726453。
- 『日本植民地建築論』名古屋大学出版会、2008年。ISBN 9784815805807。
- 『日本の植民地建築-　帝国に築かれたネットワーク』河出書房新社、2009年。ISBN 9784309624068。
- 『植民地建築紀行  満洲・朝鮮・台湾を歩く』吉川弘文館〈歴史文化ライブラリー〉、2011年。ISBN 9784642057301。
  - オンデマンド版　2021年　ISBN　9784642757300
- 『東アジアの日本人建築家　世紀末から日中戦争』柏書房、2011年。ISBN 9784760139989。
- 『図説満鉄ー「満洲」の巨人』増補新装版、河出書房新社、2015年。ISBN：9784309762326

### 共著
- 加藤祐三編『アジアの都市と建築』鹿島出版会、1986年。
- 藤森照信・汪坦監修『全調査東アジアの都市と建築』筑摩書房、1997年。
- 山室信一編『岩波講座「帝国」日本の学知　第8巻　世界認識と空間形成』岩波書店、2007年。
- 山本有造編『満洲―記憶と歴史』京都大学学術出版会、2008年
- Izumi Kuroishi, et al., Constructing the Colonial Land - Entwined Perspective of East Asia around WW Ⅱ, Ashgate, 2014.
- 藤森照信・丸山雅子編『日本近代建築家列伝』鹿島出版会、2017年。

## 受賞
- 第3回建築史学会賞（1999年）
- 2004年度名古屋市都市景観奨励賞（瑞穂うるおいまちづくり会として受賞）
- 2009年日本建築学会賞（論文）